# Mugasa (periodiskt vattendrag)
Mugasa är ett periodiskt vattendrag i Burundi.   Det ligger i provinsen Gitega, i den centrala delen av landet, 70 kilometer öster om huvudstaden Bujumbura.
Omgivningarna runt Mugasa är en mosaik av jordbruksmark och naturlig växtlighet. Runt Mugasa är det tätbefolkat, med 286 invånare per kvadratkilometer.